# Birkat ha-mazon
Birkat ha-mazon, hebrejsky: ברכת המזון‎, neboli „požehnání po jídle“, je židovské požehnání pronášené po konzumaci jídla, před kterým se recitovalo požehnání nad chlebem (ha-moci). Birkat ha-mazon vychází z biblického přikázání „Budeš jíst dosyta a budeš dobrořečit Hospodinu, svému Bohu, za tu dobrou zemi, kterou ti dal.“ 

## Struktura

### Žalmy
Ve všedních dnech je na začátku požehnání zvykem recitovat Žalm 137 na paměť zničení jeruzalémského Chrámu. Na šabat, svátky a při zvláštních příležitostech, kdy by se měli lidé radovat, se zpívá Žalm 126.

### Zimun
Jestliže spolu jedlo tři nebo více mužů starších třinácti let nebo žen, říká se před samotným požehnáním tzv. zimun (pozvání), krátká responzivní pasáž při které ten, kdo vede požehnání, vyzývá ostatní, aby se k němu připojili. Požehnání se zimunem je považováno za obzvláště hodnotné a člověk se má snažit zorganizovat hostinu tak, aby bylo možné zimun pronést. Účastní-li se zimunu deset či více osob, přidává se do této pasáže zmínka božího jména (Elohejnu); takový zimun je ještě hodnotnější. V talmudu se diskutuje i o tom, že při překročení počtu sto, tisíc nebo deset tisíc společně stolujících se do textu zimunu mají vložit další zmínky božího jména; tento přístup však je zamítnut a v halaše se neuplatňuje.
Při některých příležitostech (Brit mila, Ševa brachot, v domě truchlícího) se říká zvláštní verze zimunu.

### Pohár vína
Je zvykem, že ten, kdo vede zimun, drží pohár vína (kos šel bracha, dosl. „pohár požehnání“). Nad tímto pohárem pak říká celé požehnání po jídle; po jeho dokončení pronese požehnání nad vínem a napije se.
V rámci liturgie pesachového sederu představuje víno, nad kterým se pronáší birkat ha-mazon, třetí ze čtyř pohárů, které mají být během večera vypity.

### Majim acharonim
Po skončení jídla, ale před samotným požehnáním by mělo dojít k omytí rukou. Nejedná se o micvu (přikázání), jako v případě omývání rukou před jídlem, ale o zavedenou povinnost. Toto omývání se nazývá majim achronim, dosl. „poslední voda“.

### Čtyři požehnání
Struktura birkat ha-mazon je popsaná již v mišně, kde je požehnání po jídle rozděleno do tří, respektive čtyř požehnání.
1. Požehnání „Za nasycení“ podle židovské tradice předal Izraeli Mojžíš.
2. Požehnání „Za zemi“ ustanovil po rozdělení země Jozue
3. Požehnání „Za Jeruzalém“ je připisováno králům Davidovi a Šalomounovi
4. Závěrečné požehnání „Za Boží dobro“ bylo přidáno rabanem Gamli'elem po povstání Bar Kochby jako výraz díků za Boží milost, když bylo dovoleno pohřbít těla obětí masakru spáchaného římskými vojáky.[3]

Za čtvrté požehnání se připojuje ještě série proseb za hodnoty důležité v soukromém i národním životě, zahrnující také prosbu o (boží) požehnání pro hostitele. Tyto prosby jsou uvozeny slovem „ha-rachaman“ (milosrdný), které připomíná, že čas, ve kterém konáme micvu (v tomto případě micvu požehnání po jídle), je obzvláště příhodný pro nalezení milosrdenství před Bohem.

### Zvláštní verze a dodatky
Do druhého požehnání se vkládá i připomenutí zázraků týkajících se svátků Purim a Chanuka (al ha-nisim) podobně jako při Amidě.
Zvláštní pasáže se vkládají též na šabat, roš chodeš a během poutních a vysokých svátků.